# Индонезийско-ливийские отношения
Индонезийско-ливийские отношения — двусторонние дипломатические отношения между Индонезией и Ливией. Страны являются членами Организации исламского сотрудничества и Движения неприсоединения.

## История
В сентябре 2003 года президент Индонезии Мегавати Сукарнопутри осуществила официальнный визит в Триполи. Ответный визит Братский вождь и руководитель революции Муаммар Каддафи осуществил в феврале 2004 года, официально посетив Джакарту. После окончания «Арабской весны» и силового отстранения от власти Муаммара Каддафи, правительство Индонезии через министерство иностранных дел предложило Ливии помощь в переходе к демократической форме правления, поскольку Индонезия уже имела ранее подобный опыт.

## Дипломатические представительства
- Индонезия имеет посольство в Триполи[5].
- Ливия содержит посольство в Джакарте[6].